# Tajadera (moneda)
La tajadera de cobre era una forma de moneda que circulaba en el centro de México, partes de América Central y también América del Sur (Ecuador, Perú, etc). También conocida como moneda-hacha o moneda-azada azteca, esta divisa estandarizada, sin sello. Entretanto, los españoles utilizaban polvo de oro, pepitas y barras o láminas de plata como moneda circulante:

""MONEDA.- En el periodo Pre-colonial existían cinco clases de Moneda: 1º Los granos de cacao; 2º Pedacitos de tela de algodón llamados Patolcuahtli (Mexico): 3º Oro en grano, que llevaban en tubo de pluma de pato; 4º Pedazos de estaño; 5º Las llamadas hachas de cobre, en figura de tajaderas, o de tau. No cabe duda que estos cobres abundantes en los sepulcros de Oaxaca servían de moneda atendiendo a sus diversos tamaños desde pequeños hasta la altura de 13 centímetros. El Sr. General D. Porfirio Díaz me ha dicho que en una cripta se encontraron tantas de estas hachas de cobre que las pudo utilizar en cartuchos metálicos"

Se elaboraban a partir de cobre nativo el cual era fundido y vaciado en un molde hecho por dos piedras talladas con la forma que se necesitaba (cuchillas o hachas) y luego eran golpeadas con piedras de río a fin de darle forma y dureza. Una pieza equivalía a 8,000 granos de cacao.Cuatro de piezas nuevas valían 5 reales españoles y 10 ya usadas y desgastadas valían un real.